# Campionati mondiali juniores di pattinaggio di figura
I Campionati mondiali juniores di pattinaggio di figura sono una competizione annuale, riconosciuta dall'International Skating Union che si svolge durante la stagione di pattinaggio di figura, in cui i pattinatori più giovani gareggiano per il titolo di campione del mondo.
I criteri di partecipazione sono cambiati nel tempo. Attualmente sono ammessi gli atleti che hanno compiuto 13 anni entro il 1º luglio dell'anno precedente, ma che non superano i 19 anni di età; per gli uomini che gareggiano nel pattinaggio a coppie e nella danza su ghiaccio il limite è di 21 anni.

## Storia
La prima edizione si svolse nel 1976 a Megève, in Francia, con il nome di Campionati juniores ISU di pattinaggio di figura. Nel 1978 la denominazione fu modificata in Campionati mondiali juniores di pattinaggio di figura.
Fino al 1980 i campionati si svolsero in primavera. A partire dal 1981 furono anticipati a novembre o a dicembre dell'anno solare precedente. Dal 2000 vengono organizzati nuovamente in primavera.

## Albo d'oro

### Singolo maschile[1]
| Anno | Località         | Oro                                    | Argento                                | Bronzo                                 |                                        |
| 1976 | Megève           | Mark Cockerell                         | Takashi Mura                           | Brian Pockar                           |                                        |
| 1977 | Megève           | Daniel Beland                          | Mark Pepperday                         | Richard Furrer                         |                                        |
| 1978 | Megève           | Dennis Coi                             | Vladimir Kotin                         | Brian Boitano                          |                                        |
| 1979 | Augusta          | Vitalij Egorov                         | Bobby Beauchamp                        | Aleksandr Fadeev                       |                                        |
| 1980 | Megève           | Aleksandr Fadeev                       | Vitalij Egorov                         | Falko Kirsten                          |                                        |
| 1981 | London           | Paul Wylie                             | Jurij Burejko                          | Scott Williams                         |                                        |
| 1982 | Oberstdorf       | Scott Williams                         | Paul Guerrero                          | Alexander König                        |                                        |
| 1983 | Sarajevo         | Christopher Bowman                     | Philippe Roncoli                       | Nils Köpp                              |                                        |
| 1984 | Sapporo          | Viktor Petrenko                        | Marc Ferland                           | Tom Cierniak                           |                                        |
| 1985 | Colorado Springs | Erik Larson                            | Vladimir Petrenko                      | Rudy Galindo                           |                                        |
| 1986 | Sarajevo         | Vladimir Petrenko                      | Rudy Galindo                           | Jurij Cimbaljuk                        |                                        |
| 1987 | Kitchener        | Rudy Galindo                           | Todd Eldredge                          | Jurij Cimbaljuk                        |                                        |
| 1988 | Brisbane         | Todd Eldredge                          | Vjačeslav Zagorodnjuk                  | Jurij Cimbaljuk                        |                                        |
| 1989 | Sarajevo         | Vjačeslav Zagorodnjuk                  | Shepherd Clark                         | Masakazu Kagiyama                      |                                        |
| 1990 | Colorado Springs | Igor' Paškevič                         | Aleksej Urmanov                        | John Baldwin Jr.                       |                                        |
| 1991 | Budapest         | Vasilij Eremenko                       | Aleksandr Abt                          | Nicolas Pétorin                        |                                        |
| 1992 | Hull             | Dmitrij Dmitrenko                      | Konstantin Kostin                      | Damon Allen                            |                                        |
| 1993 | Seul             | Jevhen Pljuta                          | Michael Weiss                          | Il'ja Kulik                            |                                        |
| 1994 | Colorado Springs | Michael Weiss                          | Naoki Shigematsu                       | Jere Michael                           |                                        |
| 1995 | Budapest         | Il'ja Kulik                            | Thierry Cerez                          | Seiichi Suzuki                         |                                        |
| 1996 | Brisbane         | Aleksej Jagudin                        | Takeshi Honda                          | Guo Zhengxin                           |                                        |
| 1997 | Seul             | Evgenij Pljuščenko                     | Timothy Goebel                         | Guo Zhengxin                           |                                        |
| 1998 | Saint John       | Derrick Delmore                        | Sergej Davydov                         | Li Yunfei                              |                                        |
| 1999 | Zagabria         | Il'ja Klimkin                          | Vincent Restencourt                    | Yosuke Takeuchi                        |                                        |
| 2000 | Oberstdorf       | Stefan Lindemann                       | Vincent Restencourt                    | Matthew Savoie                         |                                        |
| 2001 | Sofia            | Johnny Weir                            | Evan Lysacek                           | Vincent Restencourt                    |                                        |
| 2002 | Hamar            | Daisuke Takahashi                      | Kevin van der Perren                   | Stanislav Timčenko                     |                                        |
| 2003 | Ostrava          | Aleksandr Šubin                        | Evan Lysacek                           | Alban Préaubert                        |                                        |
| 2004 | L'Aia            | Andrej Grjazev                         | Evan Lysacek                           | Jordan Brauninger                      |                                        |
| 2005 | Kitchener        | Nobunari Oda                           | Yannick Ponsero                        | Sergej Dobrin                          |                                        |
| 2006 | Lubiana          | Takahiko Kozuka                        | Sergej Voronov                         | Yannick Ponsero                        |                                        |
| 2007 | Oberstdorf       | Stephen Carriere                       | Patrick Chan                           | Sergej Voronov                         |                                        |
| 2008 | Sofia            | Adam Rippon                            | Artëm Borodulin                        | Guan Jinlin                            |                                        |
| 2009 | Sofia            | Adam Rippon                            | Michal Březina                         | Artëm Grigor'ev                        |                                        |
| 2010 | L'Aia            | Yuzuru Hanyū                           | Song Nan                               | Artur Gačinskij                        |                                        |
| 2011 | Gangneung        | Andrej Rogozin                         | Keiji Tanaka                           | Alexander Majorov                      |                                        |
| 2012 | Minsk            | Yan Han                                | Joshua Farris                          | Jason Brown                            |                                        |
| 2013 | Milano           | Joshua Farris                          | Jason Brown                            | Shotaro Omori                          |                                        |
| 2014 | Sofia            | Nam Nguyen                             | Ad'jan Pitkeev                         | Nathan Chen                            |                                        |
| 2015 | Tallinn          | Shōma Uno                              | Jin Boyang                             | Sōta Yamamoto                          |                                        |
| 2016 | Debrecen         | Daniel Samohin                         | Nicolas Nadeau                         | Tomoki Hiwatashi                       |                                        |
| 2017 | Taipei           | Vincent Zhou                           | Dmitrij Aliev                          | Aleksandr Samarin                      |                                        |
| 2018 | Sofia            | Aleksej Erochov                        | Artur Danielian                        | Matteo Rizzo                           |                                        |
| 2019 | Zagabria         | Tomoki Hiwatashi                       | Roman Savosin                          | Daniel Grassl                          |                                        |
| 2020 | Tallinn          | Andrei Mozalev                         | Yūma Kagiyama                          | Petr Gumennik                          |                                        |
| 2021 | Harbin           | Evento cancellato a causa del COVID-19 | Evento cancellato a causa del COVID-19 | Evento cancellato a causa del COVID-19 | Evento cancellato a causa del COVID-19 |
| 2022 | Tallinn          | Ilia Malinin                           | Mikhail Shaidorov                      | Tatsuya Tsuboi                         |                                        |
| 2023 | Calgary          | Kao Miura                              | Naoki Rossi                            | Nozomu Yoshioka                        |                                        |
| 2024 | Taipei           | Min-kyu Seo                            | Rio Nakata                             | Adam Hagara                            |                                        |
| 2025 | Debrecen         | Rio Nakata                             | Min-kyu Seo                            | Adam Hagara                            |                                        |

### Singolo femminile[1]
| Anno | Località         | Oro                                    | Argento                                | Bronzo                                 |                                        |
| 1976 | Megève           | Suzie Brasher                          | Garnet Ostermeier                      | Tracey Solomons                        |                                        |
| 1977 | Megève           | Carolyn Skoczen                        | Christa Jorda                          | Corine Wyrsch                          |                                        |
| 1978 | Megève           | Jill Sawyer                            | Kira Ivano                             | Petra Ernet                            |                                        |
| 1979 | Augusta          | Elaine Zayak                           | Manuela Ruben                          | Jacki Farrell                          |                                        |
| 1980 | Megève           | Rosalynn Sumners                       | Kay Thomson                            | Carola Paul                            |                                        |
| 1981 | London           | Tiffany Chin                           | Marina Serova                          | Anna Antonova                          |                                        |
| 1982 | Oberstdorf       | Janina Wirth                           | Cornelia Tesch                         | Elizabeth Manley                       |                                        |
| 1983 | Sarajevo         | Simone Koch                            | Karin Hendschke                        | Parthena Sarafidis                     |                                        |
| 1984 | Sapporo          | Karin Hendschke                        | Simone Koch                            | Midori Itō                             |                                        |
| 1985 | Colorado Springs | Tat'jana Andreeva                      | Susanne Becher                         | Natal'ja Gorbenko                      |                                        |
| 1986 | Sarajevo         | Natal'ja Gorbenko                      | Susanne Becher                         | Linda Florkevich                       |                                        |
| 1987 | Kitchener        | Cindy Bortz                            | Susanne Becher                         | Shannon Allison                        |                                        |
| 1988 | Brisbane         | Kristi Yamaguchi                       | Junko Yaginuma                         | Yukiko Kashihara                       |                                        |
| 1989 | Sarajevo         | Jessica Mills                          | Junko Yaginuma                         | Surya Bonaly                           |                                        |
| 1990 | Colorado Springs | Yuka Satō                              | Surya Bonaly                           | Tanja Krienke                          |                                        |
| 1991 | Budapest         | Surya Bonaly                           | Lisa Ervin                             | Chen Lu                                |                                        |
| 1992 | Hull             | Laëtitia Hubert                        | Lisa Ervin                             | Chen Lu                                |                                        |
| 1993 | Seul             | Kumiko Koiwai                          | Lisa Ervin                             | Tanja Szewczenko                       |                                        |
| 1994 | Colorado Springs | Michelle Kwan                          | Krisztina Czakó                        | Irina Sluckaja                         |                                        |
| 1995 | Budapest         | Irina Sluckaja                         | Elena Ivanova                          | Krisztina Czakó                        |                                        |
| 1996 | Brisbane         | Elena Ivanova                          | Elena Pingačeva                        | Nadežda Kanaeva                        |                                        |
| 1997 | Seul             | Sydne Vogel                            | Elena Sokolova                         | Elena Ivanova                          |                                        |
| 1998 | Saint John       | Julija Soldatova                       | Elena Ivanova                          | Viktorija Volčkova                     |                                        |
| 1999 | Zagabria         | Dar'ja Timošenko                       | Sarah Hughes                           | Viktorija Volčkova                     |                                        |
| 2000 | Oberstdorf       | Jennifer Kirk                          | Deanna Stellato                        | Sarah Meier                            |                                        |
| 2001 | Sofia            | Kristina Oblasova                      | Ann Patrice McDonough                  | Susanna Pöykiö                         |                                        |
| 2002 | Hamar            | Ann Patrice McDonough                  | Yukari Nakano                          | Miki Andō                              |                                        |
| 2003 | Ostrava          | Yukina Ota                             | Miki Andō                              | Carolina Kostner                       |                                        |
| 2004 | L'Aia            | Miki Andō                              | Kimmie Meissner                        | Katy Taylor                            |                                        |
| 2005 | Kitchener        | Mao Asada                              | Kim Yu-Na                              | Emily Hughes                           |                                        |
| 2006 | Lubiana          | Kim Yu-Na                              | Mao Asada                              | Christine Zukowski                     |                                        |
| 2007 | Oberstdorf       | Caroline Zhang                         | Mirai Nagasu                           | Ashley Wagner                          |                                        |
| 2008 | Sofia            | Rachael Flatt                          | Caroline Zhang                         | Mirai Nagasu                           |                                        |
| 2009 | Sofia            | Alëna Leonova                          | Caroline Zhang                         | Ashley Wagner                          |                                        |
| 2010 | L'Aia            | Kanako Murakami                        | Agnes Zawadzki                         | Polina Agafonova                       |                                        |
| 2011 | Gangneung        | Adelina Sotnikova                      | Elizaveta Tuktamyševa                  | Agnes Zawadzki                         |                                        |
| 2012 | Minsk            | Julija Lipnickaja                      | Gracie Gold                            | Adelina Sotnikova                      |                                        |
| 2013 | Milano           | Elena Radionova                        | Julija Lipnickaja                      | Anna Pogorilaja                        |                                        |
| 2014 | Sofia            | Elena Radionova                        | Serafima Sachanovič                    | Evgenija Medvedeva                     |                                        |
| 2015 | Tallinn          | Evgenija Medvedeva                     | Serafima Sachanovič                    | Wakaba Higuchi                         |                                        |
| 2016 | Debrecen         | Marin Honda                            | Marija Sotskova                        | Wakaba Higuchi                         |                                        |
| 2017 | Taipei           | Alina Zagitova                         | Marin Honda                            | Kaori Sakamoto                         |                                        |
| 2018 | Sofia            | Aleksandra Trusova                     | Alëna Kostornaja                       | Mako Yamashita                         |                                        |
| 2019 | Zagabria         | Aleksandra Trusova                     | Anna Ščerbakova                        | Ting Cui                               |                                        |
| 2020 | Tallinn          | Kamila Valieva                         | Dar'ja Usačëva                         | Alysa Liu                              |                                        |
| 2021 | Harbin           | Evento cancellato a causa del COVID-19 | Evento cancellato a causa del COVID-19 | Evento cancellato a causa del COVID-19 | Evento cancellato a causa del COVID-19 |
| 2022 | Tallinn          | Isabeau Levito                         | Shin Ji-a                              | Lindsay Thorngren                      |                                        |
| 2023 | Calgary          | Mao Shimada                            | Shin Ji-a                              | Ami Nakai                              |                                        |
| 2024 | Taipei           | Mao Shimada                            | Shin Ji-a                              | Rena Uezono                            |                                        |
| 2025 | Debrecen         | Mao Shimada                            | Shin Ji-a                              | Elyce Lin-Gracey                       |                                        |

### Coppie[1]
| Anno | Località         | Oro                                             | Argento                                       | Bronzo                                          |                                        |
| 1976 | Megève           | Sherry Baier / Robin Cowan                      | Lorene Mitchell / Donald Mitchell             | Elizabeth Cain / Peter Cain                     |                                        |
| 1977 | Megève           | Josée France / Paul Mills                       | Elga Balk / Gavin MacPherson                  | non assegnato                                   |                                        |
| 1978 | Megève           | Barbara Underhill / Paul Martini                | Jana Blahová / Ludek Feno                     | Beth Flora / Ken Flora                          |                                        |
| 1979 | Augusta          | Veronika Peršina / Marat Akbarov                | Larisa Seleznëva / Oleg Makarov               | Lori Baier / Lloyd Eisler                       |                                        |
| 1980 | Megève           | Larisa Seleznëva / Oleg Makarov                 | Marina Nikitjuk / Rašid Kadyrkaev             | Kathia Dubec / Xavier Douillard                 |                                        |
| 1981 | London           | Larisa Seleznëva / Oleg Makarov                 | Lori Baier / Lloyd Eisler                     | Marina Nikitjuk / Rašid Kadyrkaev               |                                        |
| 1982 | Oberstdorf       | Marina Avstriskaja / Jurij Kvašnin              | Inna Bekker / Sergej Lichanskij               | Babette Preussler / Torsten Ohlow               |                                        |
| 1983 | Sarajevo         | Marina Avstriskaja / Jurij Kvašnin              | Peggy Seidel / Ralf Seifert                   | Inna Bekker / Sergej Lichanskij                 |                                        |
| 1984 | Sapporo          | Manuela Landgraf / Ingo Steuer                  | Susan Dungjen / Jason Dungjen                 | Ol'ga Neizvestnaja / Sergei Chudjakov           |                                        |
| 1985 | Colorado Springs | Ekaterina Gordeeva / Sergej Grin'kov            | Irina Mironenko / Dmitrij Škidčenko           | Elena Gud / Evgenij Koltun                      |                                        |
| 1986 | Sarajevo         | Elena Leonova / Gennadij Krasnickij             | Irina Mironenko / Dmitrij Škidčenko           | Ekaterina Murugova / Artëm Torgašev             |                                        |
| 1987 | Kitchener        | Elena Leonova / Gennadij Krasnickij             | Ekaterina Murugova / Artëm Torgašev           | Kristi Yamaguchi / Rudy Galindo                 |                                        |
| 1988 | Brisbane         | Kristi Yamaguchi / Rudy Galindo                 | Evgenija Černyšova / Dmitrij Suchanov         | Julija Ljašenko / Andrej Buškov                 |                                        |
| 1989 | Sarajevo         | Evgenija Černyšova / Dmitrij Suchanov           | Angela Caspari / Marno Kreft                  | Irina Sajfutdinova / Aleksej Tichonov           |                                        |
| 1990 | Colorado Springs | Natal'ja Krestjaninova / Aleksej Torčinskij     | Svetlana Pristav / Vladislav Tkačenko         | Jennifer Heurlin / John Frederiksen             |                                        |
| 1991 | Budapest         | Natal'ja Krestjaninova / Aleksej Torčinskij     | Svetlana Pristav / Vladislav Tkačenko         | Jennifer Heurlin / John Frederiksen             |                                        |
| 1992 | Hull             | Natal'ja Krestjaninova / Aleksej Torčinskij     | Caroline Haddad / Jean-Sebastien Fecteau      | Svetlana Pristav / Vladislav Tkačenko           |                                        |
| 1993 | Seul             | Inga Koršunova / Dmitrij Savel'ev               | Marija Petrova / Anton Sicharulidze           | Isabelle Coulombe / Bruno Marcotte              |                                        |
| 1994 | Colorado Springs | Marija Petrova / Anton Sicharulidze             | Caroline Haddad / Jean-Sebastien Fecteau      | Halina Manjačenko / Jevhen Hihurs'kyj           |                                        |
| 1995 | Budapest         | Marija Petrova / Anton Sicharulidze             | Danielle Hartsell / Steve Hartsell            | Jevhenija Filonenko / Ihor Marčenko             |                                        |
| 1996 | Brisbane         | Viktorija Maksjuta / Vladislav Žovnirskij       | Jevhenija Filonenko / Ihor Marčenko           | Danielle Hartsell / Steve Hartsell              |                                        |
| 1997 | Seul             | Danielle Hartsell / Steve Hartsell              | Marija Petrova / Teimuraz Pulin               | Viktorija Maksjuta / Vladislav Žovnirskij       |                                        |
| 1998 | Saint John       | Julija Obertas / Dmytro Palamarčuk              | Svetlana Nikolaeva / Aleksej Sokolov          | Viktorija Maksjuta / Vladislav Žovnirskij       |                                        |
| 1999 | Zagabria         | Julija Obertas / Dmytro Palamarčuk              | Laura Handy / Paul Binnebose                  | Viktorija Maksjuta / Vladislav Žovnirskij       |                                        |
| 2000 | Oberstdorf       | Olena Savčenko / Stanislav Morozov              | Julija Obertas / Dmytro Palamarčuk            | Julija Šapiro / Aleksej Sokolov                 |                                        |
| 2001 | Sofia            | Zhang Dan / Zhang Hao                           | Juko Kavaguti / Alexander Markuntsov          | Kristen Roth / Michael McPherson                |                                        |
| 2002 | Hamar            | Elena Rjabčuk / Stanislav Zacharov              | Julija Karbovskaja / Sergej Slavnov           | Ding Yang / Ren Zhongfei                        |                                        |
| 2003 | Ostrava          | Zhang Dan / Zhang Hao                           | Ding Yang / Ren Zhongfei                      | Jennifer Don / Jonathon Hunt                    |                                        |
| 2004 | L'Aia            | Natal'ja Šestakova / Pavel Lebedev              | Jessica Dubé / Bryce Davison                  | Marija Muchortova / Maksim Tran'kov             |                                        |
| 2005 | Kitchener        | Marija Muchortova / Maksim Tran'kov             | Jessica Dubé / Bryce Davison                  | Tat'jana Kokoreva / Egor Golovkin               |                                        |
| 2006 | Lubiana          | Julia Vlassov / Drew Meekins                    | Kendra Moyle / Andy Seitz                     | Ksenija Krasil'nikova / Konstantin Bezmaternich |                                        |
| 2007 | Oberstdorf       | Keauna McLaughlin / Rockne Brubaker             | Vera Bazarova / Jurij Larionov                | Ksenija Krasil'nikova / Konstantin Bezmaternich |                                        |
| 2008 | Sofia            | Ksenija Krasil'nikova / Konstantin Bezmaternich | Ljubov' Iljušečkina / Nodari Maisuradze       | Dong Huibo / Wu Yiming                          |                                        |
| 2009 | Sofia            | Ljubov' Iljušečkina / Nodari Maisuradze         | Anastasija Martjuševa / Aleksej Rogonov       | Marissa Castelli / Simon Shnapir                |                                        |
| 2010 | L'Aia            | Sui Wenjing / Han Cong                          | Narumi Takahashi / Mervin Tran                | Ksenija Stolbova / Fëdor Klimov                 |                                        |
| 2011 | Gangneung        | Sui Wenjing / Han Cong                          | Ksenija Stolbova / Fëdor Klimov               | Narumi Takahashi / Mervin Tran                  |                                        |
| 2012 | Minsk            | Sui Wenjing / Han Cong                          | Yu Xiaoyu / Jin Yang                          | Vasilisa Davankova / Andrej Deputat             |                                        |
| 2013 | Milano           | Haven Denney / Brandon Frazier                  | Margaret Purdy / Michael Marinaro             | Lina Fëdorova / Maksim Miroškin                 |                                        |
| 2014 | Sofia            | Yu Xiaoyu / Jin Yang                            | Evgenija Tarasova / Vladimir Morozov          | Marija Vigalova / Egor Zakroev                  |                                        |
| 2015 | Tallinn          | Yu Xiaoyu / Jin Yang                            | Julianne Séguin / Charlie Bilodeau            | Lida Fedorova / Maksim Miroškin                 |                                        |
| 2016 | Debrecen         | Anna Duskova / Martin Bidar                     | Anastasija Mišina / Vladislav Mirzoev         | Ekaterina Borisova / Dmitrij Sopot              |                                        |
| 2017 | Taipei           | Ekaterina Alexandrovskaya / Harley Windsor      | Aleksandra Bojkova / Dmitrij Kozlovskij       | Yumeng Gao / Zhong Xie                          |                                        |
| 2018 | Sofia            | Dar'ja Pavljučenko / Denis Chodykin             | Polina Kostjukovič / Dmitrij Jalin            | Anastasija Mišina / Aleksandr Galljamov         |                                        |
| 2019 | Zagabria         | Anastasija Mišina / Aleksandr Galljamov         | Apollinarija Panfilova / Dmitrij Rylov        | Polina Kostjukovič / Dmitrij Jalin              |                                        |
| 2020 | Tallinn          | Apollinaria Panfiilova / Dmitry Rylov           | Ksenia Akhanteva / Valerii Kolesov            | Iulia Artemeeva / Mikhail Nazarychev            |                                        |
| 2021 | Harbin           | Evento cancellato a causa del COVID-19          | Evento cancellato a causa del COVID-19        | Evento cancellato a causa del COVID-19          | Evento cancellato a causa del COVID-19 |
| 2022 | Tallinn          | Karina Safina / Luka Berulava                   | Anastasia Golubeva / Hektor Giotopoulos Moore | Brooke McIntosh / Benjamin Mimar                |                                        |
| 2023 | Calgary          | Sophia Baram / Daniel Tioumentsev               | Anastasia Golubeva / Hektor Giotopoulos Moore | Violetta Sierova / Ivan Khobta                  |                                        |
| 2024 | Taipei           | Anastasiia Metelkina / Luka Berulava            | Olivia Flores / Luke Wang                     | Naomi Williams / Lachlan Lewer                  |                                        |
| 2025 | Debrecen         | Anastasiia Metelkina / Luka Berulava            | Sofiia Holichenko / Artem Darenskyi           | Martina Ariano Kent / Charley Laliberte Laurent |                                        |

### Danza su ghiaccio[1]
| Anno | Località         | Oro                                    | Argento                                   | Bronzo                                   |                                        |
| 1976 | Megève           | Kathryn Winter / Nicholas Slater       | Denise Best / David Dagnell               | Martine Olivier / Yves Tarayre           |                                        |
| 1977 | Megève           | Wendy Sessions / Mark Reed             | Karen Barber / Kim Spreyer                | Marie McNeil / Robert McCall             |                                        |
| 1978 | Megève           | Tat'jana Durasova / Sergej Ponomarenko | Kelly Johnson / Kris Barber               | Nathalie Herve / Pierre Husarek          |                                        |
| 1979 | Augusta          | Tat'jana Durasova / Sergej Ponomarenko | Elena Batanova / Andrej Antonov           | Kelly Johnson / Kris Barber              |                                        |
| 1980 | Megève           | Elena Batanova / Aleksej Solov'ëv      | Judit Péterfy / Csaba Bálint              | Renée Roca / Andrew Ouellette            |                                        |
| 1981 | London           | Elena Batanova / Aleksej Solov'ëv      | Natal'ja Annenko / Vadim Karkačëv         | Karyn Garossino / Rodney Garossino       |                                        |
| 1982 | Oberstdorf       | Natal'ja Annenko / Vadim Karkačëv      | Tat'jana Gladkova / Igor' Špil'band       | Lynda Malek / Alexander Miller           |                                        |
| 1983 | Sarajevo         | Tat'jana Gladkova / Igor' Špil'band    | Elena Novikova / Oleg Bljachman           | Christina Yatsuhashi / Keith Yatsuhashi  |                                        |
| 1984 | Sapporo          | Elena Krykanova / Evgenij Platov       | Christina Yatsuhashi / Keith Yatsuhashi   | Svetlana Ljapina / Georgij Sur           |                                        |
| 1985 | Colorado Springs | Elena Krykanova / Evgeni Platov        | Svetlana Ljapina / Georgij Sur            | Doriane Bontemps / Charles Paliard       |                                        |
| 1986 | Sarajevo         | Elena Krykanova / Evgenij Platov       | Svetlana Serkeli / Andrej Žarkov          | Corinne Paliard / Didier Courtois        |                                        |
| 1987 | Kitchener        | Ilona Mel'nyčenko / Gennadij Kaskov    | Oksana Griščuk / Aleksandr Čičkov         | Catherine Pal / Donald Godfrey           |                                        |
| 1988 | Brisbane         | Oksana Griščuk / Aleksandr Čičkov      | Irina Anciferova / Maksim Sevast'janov    | Marija Orlova / Oleg Ovsjannikov         |                                        |
| 1989 | Sarajevo         | Anželika Kirchmajer / Dmitrij Lagutin  | Ljudmila Berezova / Vladimir Fëdorov      | Marina Morel / Gwendal Peizerat          |                                        |
| 1990 | Colorado Springs | Marina Anisina / Il'ja Averbuch        | Elena Kustarova / Sergej Romaškin         | Marie-France Dubreuil / Bruno Yvars      |                                        |
| 1991 | Budapest         | Aliki Stergiadu / Jurij Razguljaev     | Marina Morel / Gwendal Peizerat           | Elena Kustarova / Sergej Romaškin        |                                        |
| 1992 | Hull             | Marina Anisina / Il'ja Averbuch        | Jaroslava Nečaeva / Jaroslava Nečaeva     | Amelie Dion / Alexandre Alain            |                                        |
| 1993 | Seul             | Ekaterina Svirina / Sergej Sachnovskij | Sylwia Nowak / Sebastian Kolasinski       | Beranger Nau / Luc Moneger               |                                        |
| 1994 | Colorado Springs | Sylwia Nowak / Sebastian Kolasinski    | Ekaterina Svirina / Sergej Sachnovskij    | Agnes Jacquemard / Alexis Gayet          |                                        |
| 1995 | Budapest         | Ol'ga Šarutenko / Dmitrij Naumkin      | Stephanie Guardia / Franck Laporte        | Iwona Filipowicz / Michał Szumski        |                                        |
| 1996 | Brisbane         | Ekaterina Davydova / Roman Kostomarov  | Isabelle Delobel / Olivier Schoenfelder   | Natalija Hudina / Vitalij Kurkudym       |                                        |
| 1997 | Seul             | Nina Ulanova / Michail Stifunin        | Oksana Potdykova / Denis Petuchov         | Agata Błażowska / Marcin Kozubek         |                                        |
| 1998 | Saint John       | Jessica Joseph / Charles Butler Jr.    | Federica Faiella / Luciano Milo           | Oksana Potdykova / Denis Petuchov        |                                        |
| 1999 | Zagabria         | Jamie Silverstein / Justin Pekarek     | Federica Faiella / Luciano Milo           | Natal'ja Romanjuta / Daniil Barancev     |                                        |
| 2000 | Oberstdorf       | Natal'ja Romanjuta / Daniil Barancev   | Emilie Nussear / Brandon Forsyth          | Tanith Belbin / Benjamin Agosto          |                                        |
| 2001 | Sofia            | Natal'ja Romanjuta / Daniil Barancev   | Tanith Belbin / Benjamin Agosto           | Elena Chaljavina / Maksim Šabalin        |                                        |
| 2002 | Hamar            | Tanith Belbin / Benjamin Agosto        | Elena Chaljavina / Maksim Šabalin         | Elena Romanovskaja / Aleksandr Gračëv    |                                        |
| 2003 | Ostrava          | Oksana Domnina / Maksim Šabalin        | Nóra Hoffmann / Attila Elek               | Elena Romanovskaja / Aleksandr Gračëv    |                                        |
| 2004 | L'Aia            | Elena Romanovskaja / Aleksandr Gračëv  | Nóra Hoffmann / Attila Elek               | Morgan Matthews / Maxim Zavozin          |                                        |
| 2005 | Kitchener        | Morgan Matthews / Maxim Zavozin        | Tessa Virtue / Scott Moir                 | Anastasija Gorškova / Il'ja Tkačenko     |                                        |
| 2006 | Lubiana          | Tessa Virtue / Scott Moir              | Natal'ja Michajlova / Arkadij Sergeev     | Meryl Davis / Charlie White              |                                        |
| 2007 | Oberstdorf       | Ekaterina Bobrova / Dmitrij Solov'ëv   | Grethe Grünberg / Kristian Rand           | Kaitlyn Weaver / Andrew Poje             |                                        |
| 2008 | Sofia            | Emily Samuelson / Evan Bates           | Vanessa Crone / Paul Poirier              | Kristina Gorškova / Vitalij Butikov      |                                        |
| 2009 | Sofia            | Madison Chock / Greg Zuerlein          | Maia Shibutani / Alex Shibutani           | Ekaterina Rjazanova / Jonathan Guerreiro |                                        |
| 2010 | L'Aia            | Elena Il'inych / Nikita Kacalapov      | Alexandra Paul / Mitchell Islam           | Ksenija Mon'ko / Kirill Chaljavin        |                                        |
| 2011 | Gangneung        | Ksenija Mon'ko / Kirill Chaljavin      | Ekaterina Puškaš / Jonathan Guerreiro     | Charlotte Lichtman / Dean Copely         |                                        |
| 2012 | Minsk            | Viktorija Sinicina / Ruslan Žiganšin   | Aleksandra Stepanova / Ivan Bukin         | Alexandra Aldridge / Daniel Eaton        |                                        |
| 2013 | Milano           | Aleksandra Stepanova / Ivan Bukin      | Gabriella Papadakis / Guillaume Cizeron   | Alexandra Aldridge / Daniel Eaton        |                                        |
| 2014 | Sofia            | Kaitlin Hawayek / Jean-Luc Baker       | Anna Janovskaja / Sergej Mozgov           | Madeline Edwards / Zhao Kai Pang         |                                        |
| 2015 | Tallinn          | Anna Janovskaja / Sergej Mozgov        | Lorraine McNamara / Quinn Carpenter       | Oleksandra Nazarova / Maksym Nikitin     |                                        |
| 2016 | Debrecen         | Lorraine McNamara / Quinn Carpenter    | Rachel Parsons / Michael Parsons          | Alla Loboda / Pavel Drozd                |                                        |
| 2017 | Taipei           | Rachel Parsons / Michael Parsons       | Alla Loboda / Pavel Drozd                 | Christina Carreira / Anthony Ponomarenko |                                        |
| 2018 | Sofia            | Anastasija Skopcova / Kirill Alëšin    | Christina Carreira / Anthony Ponomarenko  | Arina Ušakova / Maksim Nekrasov          |                                        |
| 2019 | Zagabria         | Marjorie Lajoie / Zachary Lagha        | Elizaveta Chudajberdieva / Nikita Nazarov | Sof'ja Ševčenko / Igor' Erëmenko         |                                        |
| 2020 | Tallinn          | Avoleny Nguyen / Vadym Kolesnik        | Maria Kazakova / Georgy Reviya            | Elizaveta Shanaeva / Devid Naryzhnyy     |                                        |
| 2021 | Harbin           | Evento cancellato a causa del COVID-19 | Evento cancellato a causa del COVID-19    | Evento cancellato a causa del COVID-19   | Evento cancellato a causa del COVID-19 |
| 2022 | Tallinn          | Oona Brown / Gage Brown                | Natalie D'Alessandro / Bruce Waddell      | Nadiia Bashynska / Peter Beaumont        |                                        |
| 2023 | Calgary          | Katerina Mrazkova / Daniel Mrazek      | Hannah Lim / Ye Quan                      | Nadiia Bashynska / Peter Beaumont        |                                        |
| 2024 | Taipei           | Leah Neset / Artem Markelov            | Elizabeth Tkachenko / Alexei Kiliakov     | Darya Grimm / Michail Savitskiy          |                                        |
| 2025 | Debrecen         | Noemi Maria Tali / Noah Lafornara      | Katarina Wolfkostin / Dimitry Tsarevski   | Darya Grimm / Michail Savitskiy          |                                        |

## Medagliere
| Rank             | Nazione             | Oro | Argento | Bronzo | Totale |
| 1                | Russia              | 50  | 42      | 47     | 139    |
| 2                | Stati Uniti         | 49  | 36      | 42     | 127    |
| 3                | Unione Sovietica    | 37  | 30      | 17     | 84     |
| 4                | Giappone            | 14  | 13      | 15     | 42     |
| 5                | Canada              | 10  | 16      | 17     | 43     |
| 6                | Cina                | 8   | 4       | 9      | 21     |
| 7                | Germania dell'Est   | 4   | 4       | 6      | 14     |
| 8                | Ucraina             | 4   | 2       | 5      | 11     |
| 9                | Francia             | 2   | 10      | 13     | 25     |
| 10               | Gran Bretagna       | 2   | 3       | 1      | 6      |
| 11               | Repubblica Ceca     | 2   | 1       | 0      | 3      |
| 12               | Corea del Sud       | 1   | 4       | 0      | 5      |
| 13               | Polonia             | 1   | 1       | 2      | 4      |
| 14               | Australia           | 1   | 2       | 1      | 4      |
| 15               | Georgia             | 1   | 1       | 0      | 2      |
| 16               | Germania            | 1   | 0       | 1      | 2      |
| 17               | Israele             | 1   | 0       | 0      | 1      |
| 18               | Germania dell'Ovest | 0   | 6       | 1      | 7      |
| 19               | Ungheria            | 0   | 4       | 1      | 5      |
| 20               | Italia              | 0   | 2       | 3      | 5      |
| 21               | Svizzera            | 0   | 1       | 3      | 4      |
| 22               | Austria             | 0   | 1       | 1      | 2      |
| 23               | Belgio              | 0   | 1       | 0      | 1      |
| 23               | Cecoslovacchia      | 0   | 1       | 0      | 1      |
| 23               | Estonia             | 0   | 1       | 0      | 1      |
| 23               | Kazakhstan          | 0   | 1       | 0      | 1      |
| 23               | Sudafrica           | 0   | 1       | 0      | 1      |
| 28               | Finlandia           | 0   | 0       | 1      | 1      |
| 28               | Svezia              | 0   | 0       | 1      | 1      |
| Totali (29 voci) | Totali (29 voci)    | 184 | 184     | 183    | 551    |